# 2154 Underhill
2154 Underhill eller 2015 P-L är en asteroid i huvudbältet som upptäcktes den 24 september 1960 av den nederländsk-amerikanske astronomen Tom Gehrels och det nederländska astronomparet Ingrid van Houten-Groeneveld och Cornelis Johannes van Houten vid Palomarobservatoriet. Den är uppkallad efter Anne B. Underhill.
Asteroiden har en diameter på ungefär 12 kilometer.